# Beuzeville-la-Grenier
Beuzeville-la-Grenier és un municipi francès situat al departament del Sena Marítim i a la regió de Normandia. L'any 2007 tenia 1.027 habitants.

## Demografia

### Població
El 2007 la població de fet de Beuzeville-la-Grenier era de 1.027 persones. Hi havia 384 famílies de les quals 72 eren unipersonals (12 homes vivint sols i 60 dones vivint soles), 124 parelles sense fills, 168 parelles amb fills i 20 famílies monoparentals amb fills.
La població ha evolucionat segons el següent gràfic:
Habitants censats

### Habitatges
El 2007 hi havia 407 habitatges, 387 eren l'habitatge principal de la família, 9 eren segones residències i 11 estaven desocupats. 395 eren cases i 10 eren apartaments. Dels 387 habitatges principals, 324 estaven ocupats pels seus propietaris, 60 estaven llogats i ocupats pels llogaters i 3 estaven cedits a títol gratuït; 18 tenien dues cambres, 60 en tenien tres, 97 en tenien quatre i 212 en tenien cinc o més. 322 habitatges disposaven pel capbaix d'una plaça de pàrquing. A 148 habitatges hi havia un automòbil i a 207 n'hi havia dos o més.

### Piràmide de població
La piràmide de població per edats i sexe el 2009 era:
| Homes | Edats   | Dones |
| ----- | ------- | ----- |
| 0     | 95 o +  | 0     |
| 0     | 90 a 94 | 0     |
| 8     | 85 a 89 | 0     |
| 0     | 80 a 84 | 4     |
| 8     | 75 a 79 | 12    |
| 12    | 70 a 74 | 20    |
| 28    | 65 a 69 | 24    |
| 28    | 60 a 64 | 28    |
| 8     | 55 a 59 | 20    |
| 44    | 50 a 54 | 36    |
| 56    | 45 a 49 | 48    |
| 48    | 40 a 44 | 40    |
| 36    | 35 a 39 | 48    |
| 36    | 30 a 34 | 24    |
| 52    | 25 a 29 | 28    |
| 28    | 20 a 24 | 28    |
| 60    | 15 a 19 | 36    |
| 28    | 10 a 14 | 32    |
| 52    | 5 a 9   | 36    |
| 20    | 0 a 4   | 16    |

## Economia
El 2007 la població en edat de treballar era de 686 persones, 483 eren actives i 203 eren inactives. De les 483 persones actives 453 estaven ocupades (240 homes i 213 dones) i 30 estaven aturades (12 homes i 18 dones). De les 203 persones inactives 63 estaven jubilades, 73 estaven estudiant i 67 estaven classificades com a «altres inactius».

### Ingressos
El 2009 a Beuzeville-la-Grenier hi havia 394 unitats fiscals que integraven 1.053 persones, la mediana anual d'ingressos fiscals per persona era de 19.309 €.

### Activitats econòmiques
Dels 22 establiments que hi havia el 2007, 1 era d'una empresa alimentària, 1 d'una empresa de fabricació de material elèctric, 2 d'empreses de fabricació d'altres productes industrials, 3 d'empreses de construcció, 4 d'empreses de comerç i reparació d'automòbils, 1 d'una empresa de transport, 4 d'empreses d'hostatgeria i restauració, 2 d'empreses de serveis, 1 d'una entitat de l'administració pública i 3 d'empreses classificades com a «altres activitats de serveis».
Dels 9 establiments de servei als particulars que hi havia el 2009, 1 era una oficina de correu, 1 funerària, 3 tallers de reparació d'automòbils i de material agrícola, 1 paleta, 1 perruqueria i 2 restaurants.
L'únic establiment comercial que hi havia el 2009 era una fleca.
L'any 2000 a Beuzeville-la-Grenier hi havia 14 explotacions agrícoles que ocupaven un total de 560 hectàrees.

## Equipaments sanitaris i escolars
El 2009 hi havia 1 escola maternal i 1 escola elemental.

## Poblacions més properes
El següent diagrama mostra les poblacions més properes.